# Paroster
Paroster es un género de coleópteros adéfagos  perteneciente a la familia Dytiscidae. 

## Especies
- Paroster acutipenis	Watts & Leys 2008
- Paroster baylyi	Hendrich & Fery 2008
- Paroster couragei	Watts 1978
- Paroster darlotensis	(Watts & Humphreys 2003)
- Paroster ellenbrookensis	Watts & Leys 2008
- Paroster extraordinarius	Leys, Roudnew & Watts 2010
- Paroster gibbi	Watts 1978
- Paroster hinzeae	(Watts & Humphreys 2001)
- Paroster insculptilis	(Clark 1862)
- Paroster leai	Watts & Leys 2008
- Paroster macrosturtensis	(Watts & Humphreys 2006)
- Paroster michaelseni	Regimbart 1908
- Paroster microsturtensis	(Watts & Humphreys 2006)
- Paroster niger	Watts 1978
- Paroster nigroadumbratus	(Clark 1862)
- Paroster pallescens	Sharp 1882
- Paroster peelensis	Watts, Hancock & Leys 2008
- Paroster sharpi	Watts 1978
- Paroster stegastos	(Watts & Humphreys 2003)
- Paroster thapsinus	Guignot 1955
- Paroster ursulae	Hendrich & Fery 2008
- Paroster wedgeensis	(Watts & Humphreys 2003)